# Biblioteca pública

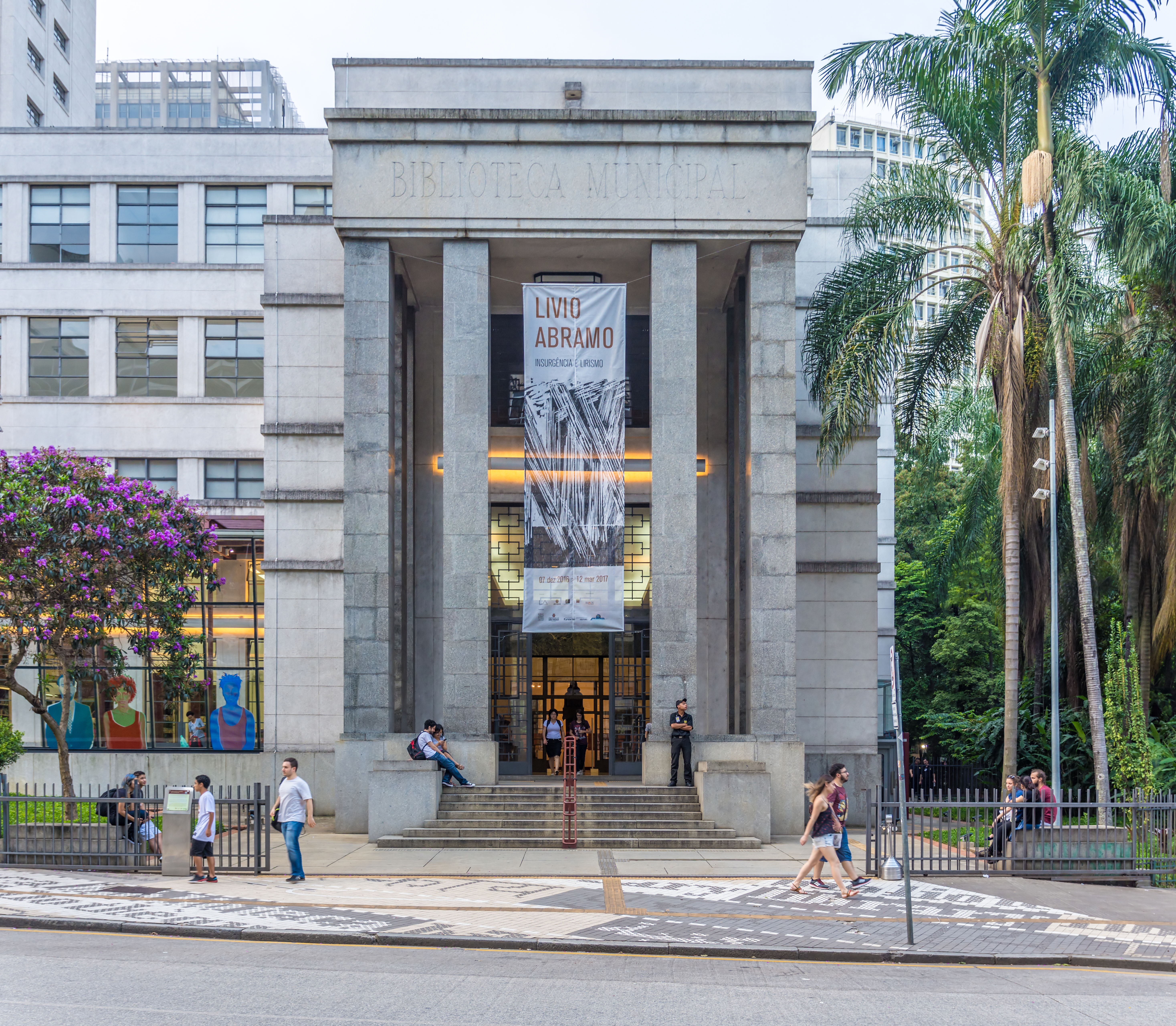
Fachada da Biblioteca Pública Mário de Andrade, no centro de São Paulo.

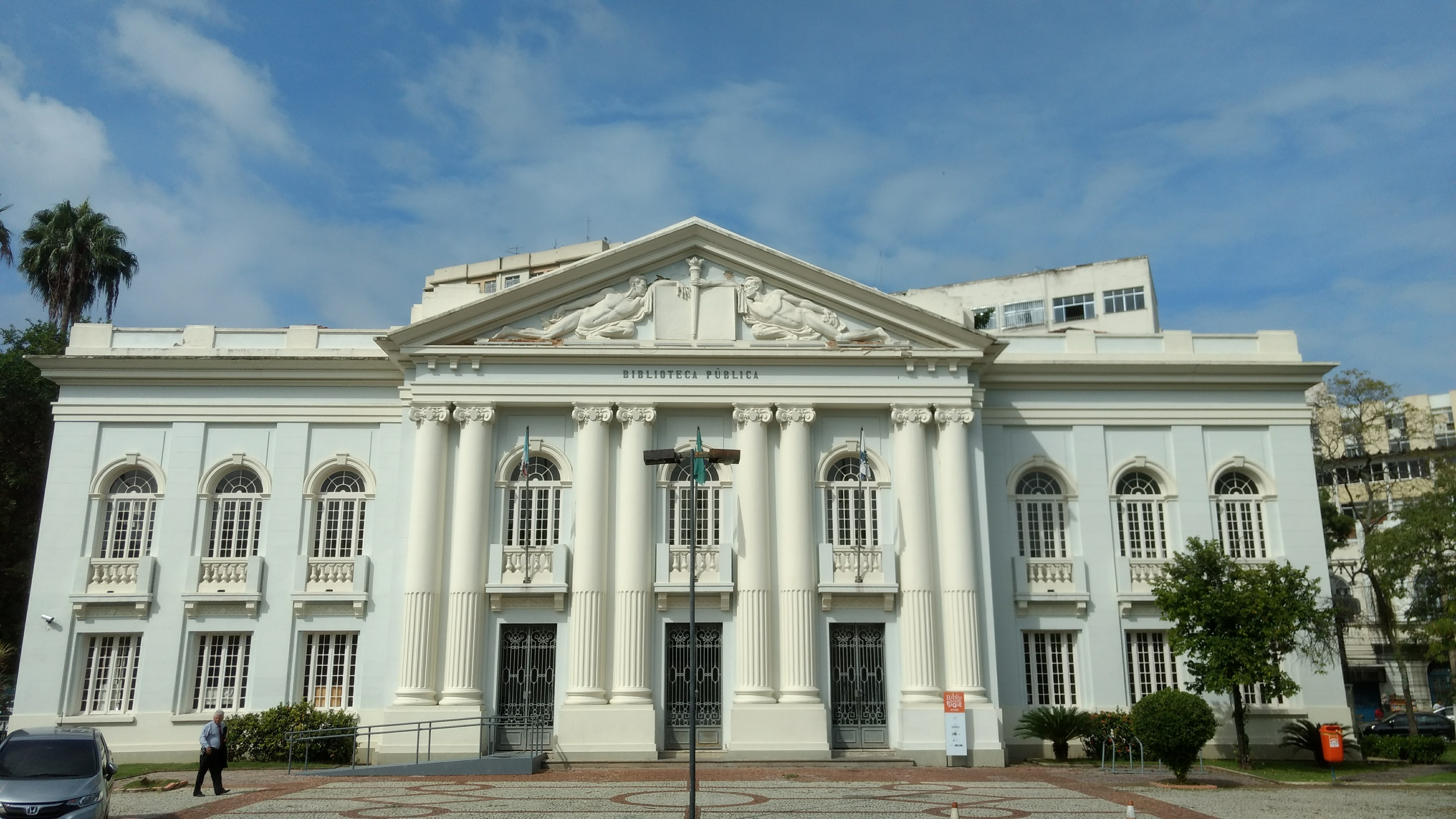
Biblioteca de Niterói, Brasil.

Biblioteca pública é um espaço sociocultural que dispõe produtos e serviços informacionais para a comunidade em geral. Possui em seu acervo uma ampla gama de assuntos em múltiplos suportes.

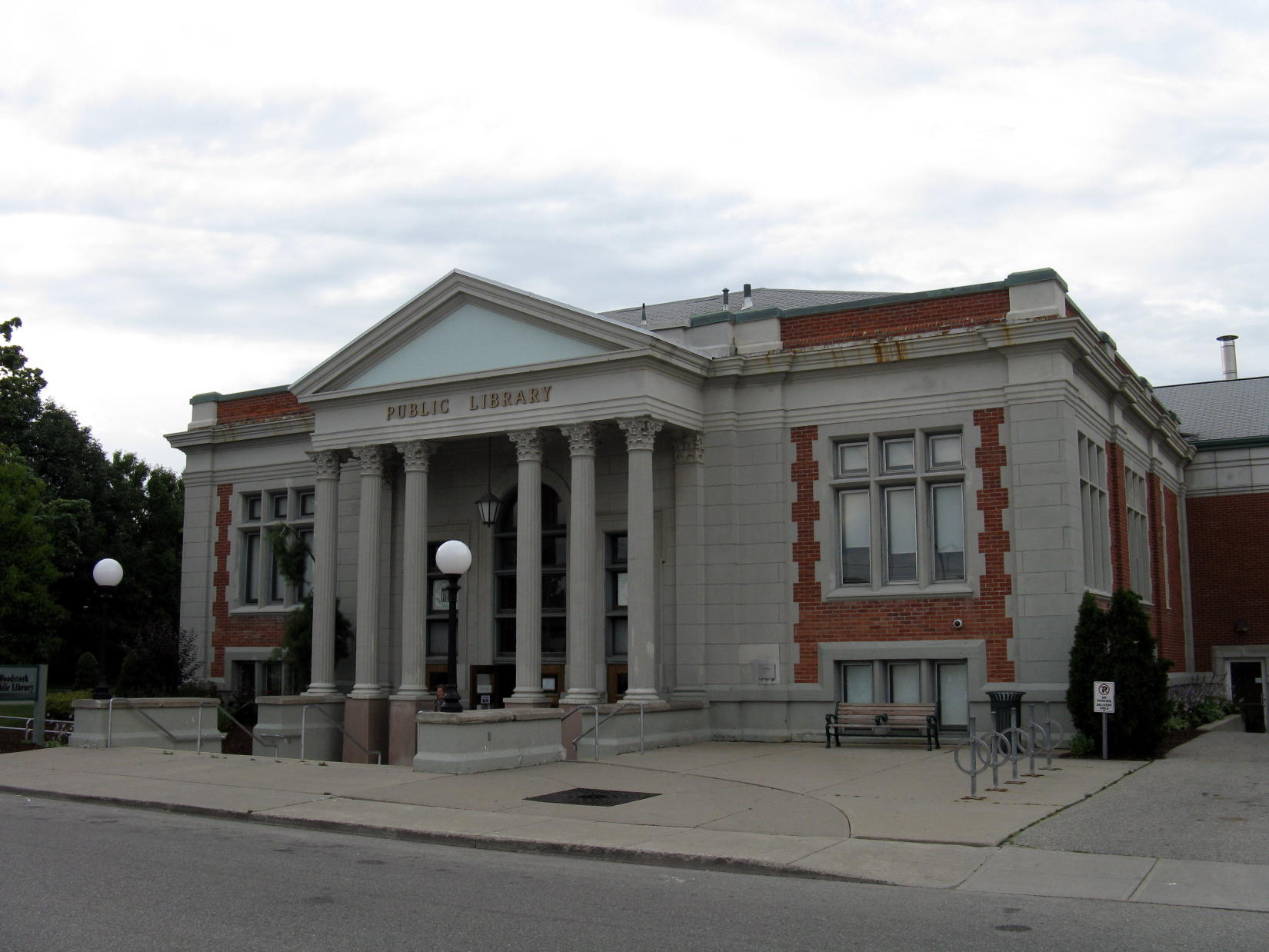
Biblioteca pública em Ontario, Canadá.

## Função social de uma biblioteca pública
Para acompanhar as transformações políticas, sociais e culturais do mundo contemporâneo, as bibliotecas, em especial as públicas, passaram a mudar o seu perfil de "depósito de livros", tornando-se instituições mais democráticas.
Isso ocorreu devido aos questionamentos que foram feitos em torno do seu papel perante àsociedade, tendo em vista que elas atendiam somente aos anseios de uma elite letrada, detentora do conhecimento e que tinha o acesso facilitado àquelas instituições. Enquanto de um outro lado, a grande maioria da população estava à margem da informação para resolver problemas simples, ligados a seu cotidiano como: educação, saúde, moradia, emprego, saneamento, direito do consumidor etc.

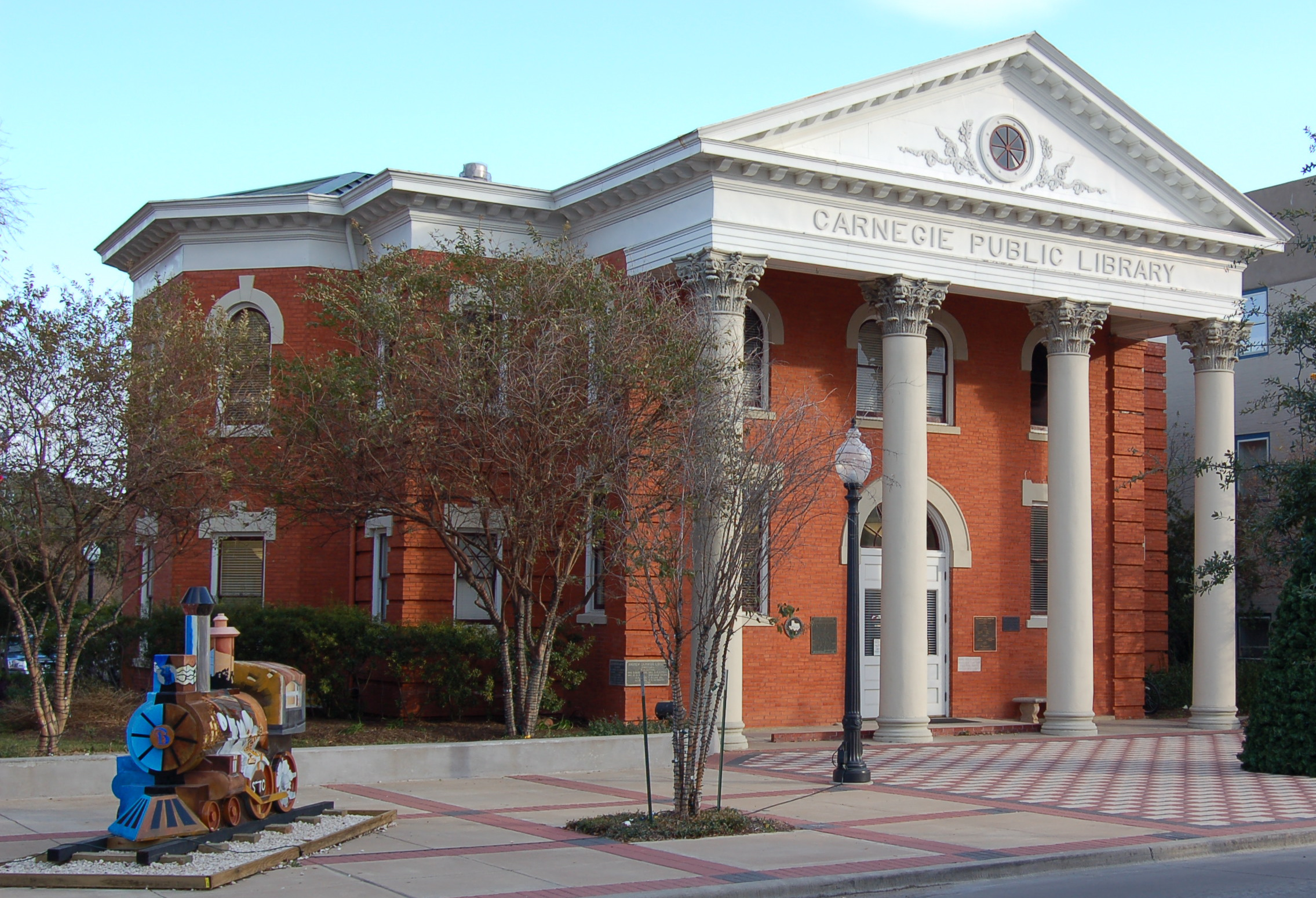
Biblioteca pública na cidade de Bryan, no estado norte-americano do Texas.

Sabemos que o verdadeiro papel de uma biblioteca pública é servir aos interesses da comunidade, sem fazer distinção de condição social, raça, crença, ou nacionalidade, para que assim ela possa despertar nas pessoas a consciência da participação social de cada indivíduo.
É relevante considerar que as bibliotecas públicas contribuem para a prática da leitura e servem como estimulo ao desenvolvimento da indústria editorial. Por isso, surge a necessidade por parte das autoridades em valorizar essas instituições, cumprindo com o dever de oferecer a comunidade todos os serviços relacionados a cultura, incentivo a leitura e a formação de cidadãos aptos a contribuir com o desenvolvimento da sociedade.
Portanto, podemos dizer que o serviço de informação à comunidade é o mais valioso instrumento que dispõe uma biblioteca pública; pois ao fazer isso, ela estará cumprindo sua verdadeira missão:  levar a informação e o conhecimento a todos os cidadãos.

## Valor turístico
Por sua natureza de órgão cultural, principalmente da cultura literária, as bibliotecas públicas, de todos os tamanhos, constituem um ponto turístico do ente governamental no lugar onde é sediada.

## Natureza dos acervos
As metodologias técnicas da literatura da ciência biblioteconômica corrente apontam que as bibliotecas públicas por serem bastante presentes nas cidades, "a universidade do povo", seus acervos, principalmente o biográfico, devem refletir um misto de tradicional com o moderno, ou seja, a composição de acervo não pode levar em consideração apenas lançamentos recentes, modistas nem transformada somente em lan house (Que a informática seja percebida apenas como mais um serviço disponibilizado), mas em misturar o novo com o tradicional, obras semi-raras, obras antigas e assim por diante.
E, o Manifesto da UNESCO para as bibliotecas públicas, proclama que o acervo também precisa refletir as faixas etárias da composição populacional do município.

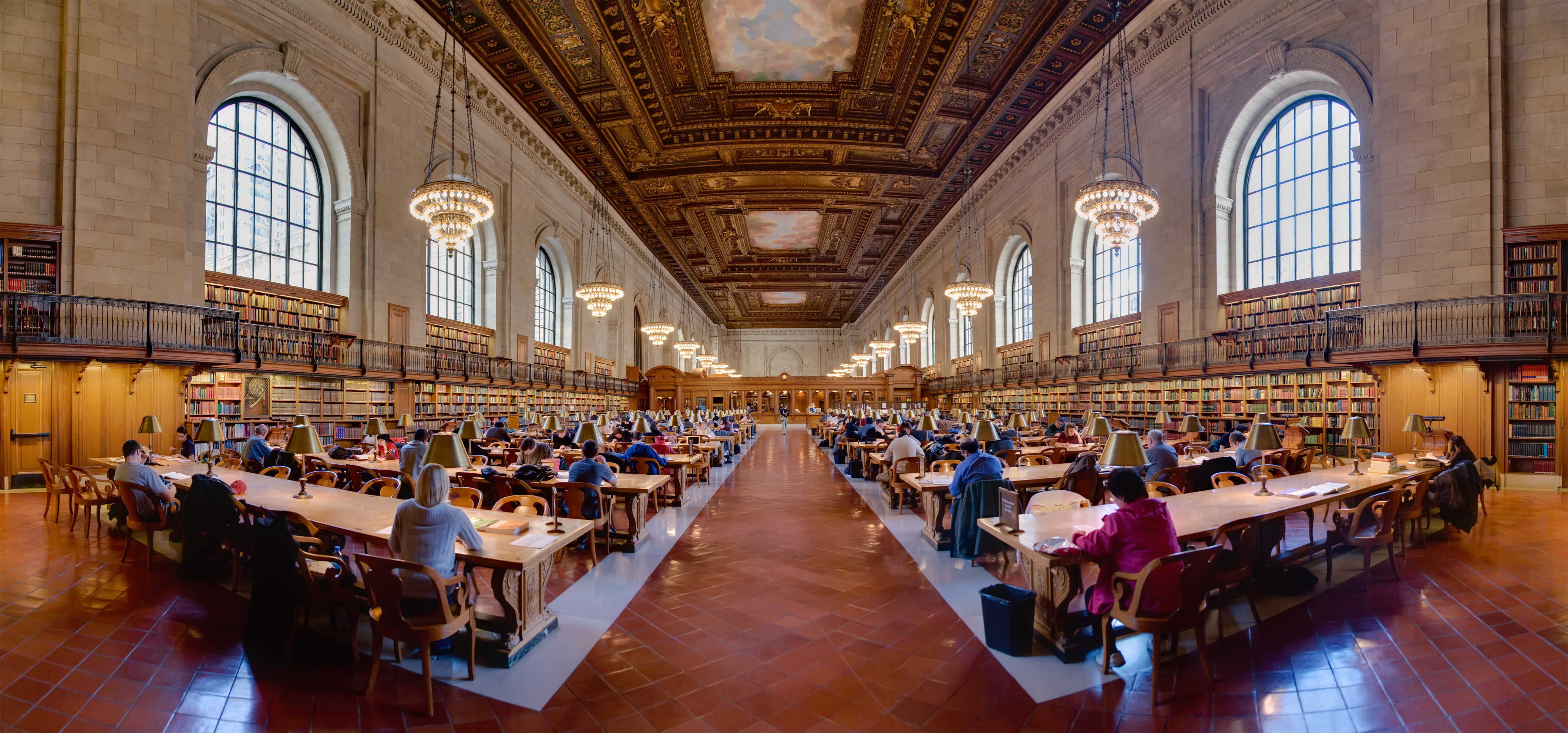
Panorama interno da Biblioteca Pública de Nova Iorque.

|                                                      |  |                                     |
| Vista aéra da Biblioteca Nacional do Rio de Janeiro. |  | Fachada da Biblioteca de São Paulo. |

## Em Portugal
Em 1986 o Instituto Português do Livro começou a criar uma rede nacional de Bibliotecas Públicas em Portugal.  Com o nascimento da Rede de Bibliotecas Escolares, dez anos depois, estabeleceu-se uma parceria entre o Ministério da Educação e as escolas, que começaram a ser dotadas de equipamento próprio, nomeadamente fundos bibliográficos, que os alunos podiam ler presencialmente, consultar e requisitar.

Desde 2011, contudo, o quadro de desenvolvimento estagnou e tende a inverter-se a curva de crescimento. As Bibliotecas Públicas viram a sua verba reduzida de tal forma que quer a programação quer a aquisição de fundos está altamente comprometida. A Rede de Bibliotecas Escolares luta não apenas com questões orçamentais mas com falta de professores que apoiem e acompanhem as bibliotecas nas escolas.

## No Brasil
A criação de bibliotecas públicas foi luta de vários intelectuais, notadamente, Monteiro Lobato, porém, em 1937, virou política de estado com a criação do Instituto Nacional do Livro que propagandeava a necessidade de os municípios e estados instituírem tais templos culturais.

### Exigências legais
No Brasil, a lei Nº 4 084, de 30 de junho de 1962, com natureza jurídica de lei nacional é o texto legal que regulamenta o exercício da profissão de bibliotecário e das suas atribuições.
Por essa lei nacional só quem pode ser nomeado para administrar, chefiar, dirigir bibliotecas públicas é pessoa com a devida graduação de bacharelado em biblioteconomia; em 2016, o município de Xangri-lá, no Rio Grande do Sul, foi condenado a multa na justiça de primeira instância em instância superior, no Tribunal Regional Federal, por não obedecer a referida lei que manda que toda biblioteca pública só pode ser dirigida por quem tem curso superior de bacharelado em biblioteconomia.

### Órgãos
No Brasil o órgão nacional encarregado pela política das bibliotecas é o Sistema Nacional de Bibliotecas Públicas.